# الاحتلال الفرنسي لفرانكفورت

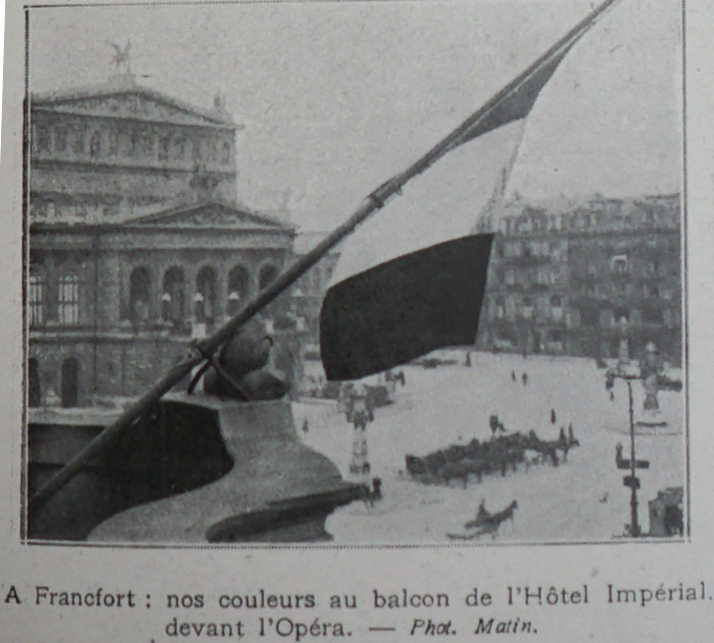
علم فرنسا يحلق فوق فندق إمبيريال في ميدان الأوبرا (أوبرنبلاتز) أمام الأوبرا القديمة (ألته أوبر) في فرانكفورت

حدث الاحتلال الفرنسي لفرانكفورت من 6 أبريل إلى 17 مايو 1920 كجزء من احتلال الحلفاء لراينلاند. كانت فرانكفورت المدينة الرئيسية المحتلة، لكن الفرنسيين احتلوا أيضًا ديبورغ ودارمشتات وهاناو وهومبورغ. كان الاحتلال ردًا على تعبئة القوات المسلحة من قبل حكومة هيرمان مولر لقمع انتفاضة الرور، والتي كانت بدورها جزءً من حركة إضراب واسعة النطاق هزمت انقلاب كاب.

## المخاوف الاقتصادية الفرنسية
في 20 يناير 1920، خلف ألكسندر ميلران جورج كليمنصو رئيسًا لوزراء فرنسا. وفي 31 يناير، حضر الاجتماع الأول للمجلس الأعلى للحركة منذ الهدنة واستفسر عما إذا كان الجيش الفرنسي قادرًا على احتلال الرور. لقد رد إدموند بوت، رئيس أركان الجيش الفرنسي، بأن هذا لن يكون ممكنًا إلا بتعبئة الاحتياطيات.

## انقلاب كاب
كان انقلاب كاب محاولةً انقلابية وقعت في 13 مارس 1920 من قبل أجزاء من الرايخويهر (الجيش)، والفرايكوربس، وفصائل محافظة وقومية وملكية أخرى. لقد كانوا يهدفون إلى التراجع عن الثورة الألمانية (1918–1919)، والإطاحة بجمهورية فايمار وإنشاء حكومة يمينية أوتوقراطية في مكانها.

## المبرر الفرنسي للاحتلال
ادعى الفرنسيون أن المواد من 42 إلى 44 من معاهدة فرساي للسلام المتعلقة بتجريد راينلاند من السلاح قد تم كسرها. حُددت هذه المنطقة المحايدة بعمق 50 كيلومترًا على الضفة اليسرى لنهر الراين. وفي هذا المجال، يُحظر تمامًا إنشاء أي تحصينات أو أي مناورات عسكرية، ويُحدد أيضًا أن أي خرق «سيُعد بمثابة عمل عدائي ضد الدول الموقعة على هذه المعاهدة، ويُحسب أن يهدف لزعزعة السلام في العالم.» وعندما أرسل الجيش الألماني 7000 جندي إلى المناطق الواقعة شمال نهر ليبه، خلصت الحكومة الفرنسية إلى أن هذا كان خرقًا للمعاهدة، حيث ردت على الفور بإرسال قواتها إلى المنطقة المحايدة.:228

## حادثة هاوبتفاخه
في 7 أبريل، تمركز بعض الجنود المغاربة من فوج المناوشة المغربي الثالث في هاوبتفاخه في وسط فرانكفورت. في الأصل كانوا محاطين بحشد فضولي. ومع ذلك تدهور الوضع وفتحت القوات النار بمدفع رشاش. وأدى ذلك إلى مقتل تسعة أشخاص وإصابة ستة وعشرين. وفي اليوم التالي، عندما تم استئناف نشر الصحف، دعا العمدة جورج فويجت، ورئيس الشرطة إيهلر ورئيس الحكومة البديلة، كوسمان، للهدوء.